# Dashiwo
Dashiwo (kinesiska: 大石窝, 大石窝镇) är en köping i Kina. Den ligger i Fangshan i storstadsområdet Peking, i den norra delen av landet, omkring 65 kilometer sydväst om stadskärnan. Antalet invånare är 31 139. Befolkningen består av 15 418 kvinnor och 15 721 män. Barn under 15 år utgör 10,0 %, vuxna 15-64 år 78 %, och äldre över 65 år 10,0 %.